# Secreto
Secreto è un singolo del rapper portoricano Anuel AA e della cantante colombiana Karol G, pubblicato il 15 gennaio 2019.

## Descrizione
La canzone, è stata considerata come la conferma di una relazione tra i due cantanti che non era stata annunciata ufficialmente. La traccia è trapelata a dicembre 2018, cosa che i produttori temevano avrebbe ostacolato il successo della canzone e demotivato i cantanti a promuoverla, ma Secreto ha ottenuto tutt'altro che un insuccesso. Billboard ha descritto il testo del singolo come la descrizione di una "sensuale vita amorosa" della coppia.

## Video musicale
Il video musicale è stato pubblicato su YouTube a gennaio 2019 e mostra riprese di momenti romantici tra Anuel AA e Karol G. Ha raggiunto quasi 100 milioni di visualizzazioni in 10 giorni e ad ottobre 2020 conta oltre 1,08 miliardi di visualizzazioni.

## Tracce
Testi e musiche di Emmanuel Santiago, Carolina Navarro, Ezequiel Rivera, Henry Prida.
1. Secreto – 4:18

## Classifiche
| Classifiche (2019)    | Posizione massima |
| --------------------- | ----------------- |
| Argentina             | 3                 |
| Bolivia               | 1                 |
| Colombia              | 8                 |
| Ecuador               | 6                 |
| Honduras              | 3                 |
| Italia                | 34                |
| Nicaragua             | 1                 |
| Paraguay              | 5                 |
| Perù                  | 2                 |
| Portogallo            | 68                |
| Puerto Rico           | 1                 |
| Repubblica Dominicana | 13                |
| Spagna                | 1                 |
| Svizzera              | 65                |
| Stati Uniti           | 68                |
| Venezuela             | 12                |